# رقصة الموت

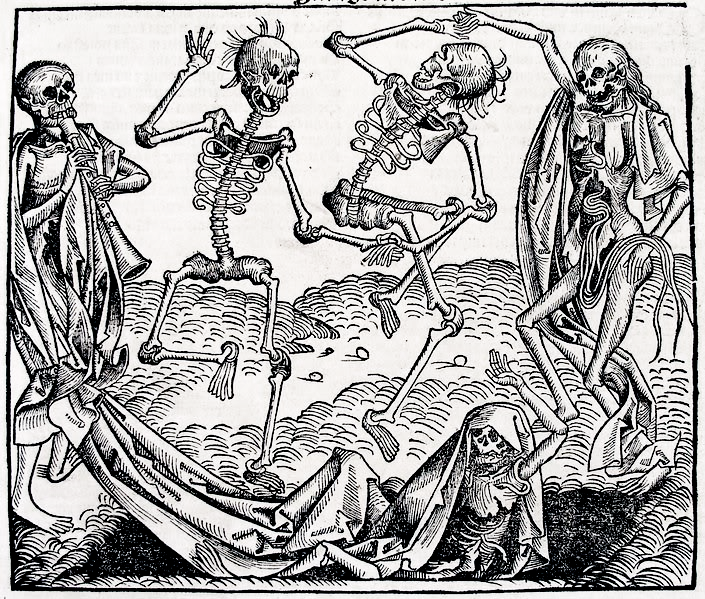
رقصة الموت.

رقصة الموت (بالإنجليزية: Dance of death)‏ هي لوحة رسمت عام 1493 من طرف الفنان ميكائيل فولغيمون. وللوحة أسماء عديدة أخرى: بالفرنسية: Dance macabre و بالإسبانية: Danza de la muerte و بالكاتالانية Dansa de la mort و بالإيطالية: Danza macabra و بالبرتغالية: Dança da morte و بالألمانية Totentanz و بالهولندية Dodendans.